# Piórków (gmina)
Piórków – dawna gmina wiejska istniejąca do 1954 roku w woj. kieleckim. Siedzibą władz gminy był Piórków. 
Gminę zbiorową Piórków utworzono 13 stycznia 1867 w związku z reformą administracyjną Królestwa Polskiego. Gmina weszła w skład nowego powiatu opatowskiego w guberni radomskiej i liczyła 2412 mieszkańców.
W okresie międzywojennym gmina Piórków należała do powiatu opatowskiego w woj. kieleckim. Po wojnie gmina zachowała przynależność administracyjną. Według stanu z dnia 1 lipca 1952 roku gmina składała się z 5 gromad: Nieskurzów Nowy, Nieskurzów Stary, Piotrów, Piórków i Piotrków kol..
Jednostka została zniesiona 29 września 1954 roku wraz z reformą wprowadzającą gromady w miejsce gmin. Po reaktywowaniu gmin z dniem 1 stycznia 1973 roku gminy Piórków nie przywrócono, a jej dawny obszar wszedł głównie w skład gminy Baćkowice w tymże powiecie i województwie.